# Fluorliddicoatita
La fluorliddicoatita és un mineral de la classe dels silicats que pertany al grup de la turmalina.

## Característiques
La fluorliddicoatita és un ciclosilicat de fórmula química Ca(Li₂Al)Al₆(Si₆O18)(BO₃)₃(OH)₃F. Va ser aprovada com a espècie vàlida per l'Associació Mineralògica Internacional l'any 2011. Cristal·litza en el sistema trigonal. La seva duresa a l'escala de Mohs és 7,5.

## Formació i jaciments
Va ser descoberta a la localitat d'Antsirabe, a Vakinankaratra (Madagascar), on es troba associada a altres minerals com el quars, l'elbaïta, l'albita i algunes miques. També ha estat descrita a altres indrets de Madagascar, així com a Moçambic, Txèquia, Itàlia, Noruega, Rússia, el Vietnam i el Canadà.